# Municipio de Willow Lake (Minnesota)
El municipio de Willow Lake (en inglés: Willow Lake Township) es un municipio ubicado en el condado de Redwood en el estado estadounidense de Minnesota. En el año 2010 tenía una población de 222 habitantes y una densidad poblacional de 2,38 personas por km².

## Geografía
El municipio de Willow Lake se encuentra ubicado en las coordenadas 44°19′38″N 95°9′43″O / 44.32722, -95.16194. Según la Oficina del Censo de los Estados Unidos, el municipio tiene una superficie total de 93.31 km², de la cual 92,83 km² corresponden a tierra firme y (0,51 %) 0,48 km² es agua.

## Demografía
Según el censo de 2010, había 222 personas residiendo en el municipio de Willow Lake. La densidad de población era de 2,38 hab./km². De los 222 habitantes, el municipio de Willow Lake estaba compuesto por el 97,75 % blancos, el 1,35 % eran asiáticos y el 0,9 % eran de una mezcla de razas. Del total de la población el 0,45 % eran hispanos o latinos de cualquier raza.